# Свинцево-кислотний акумулятор

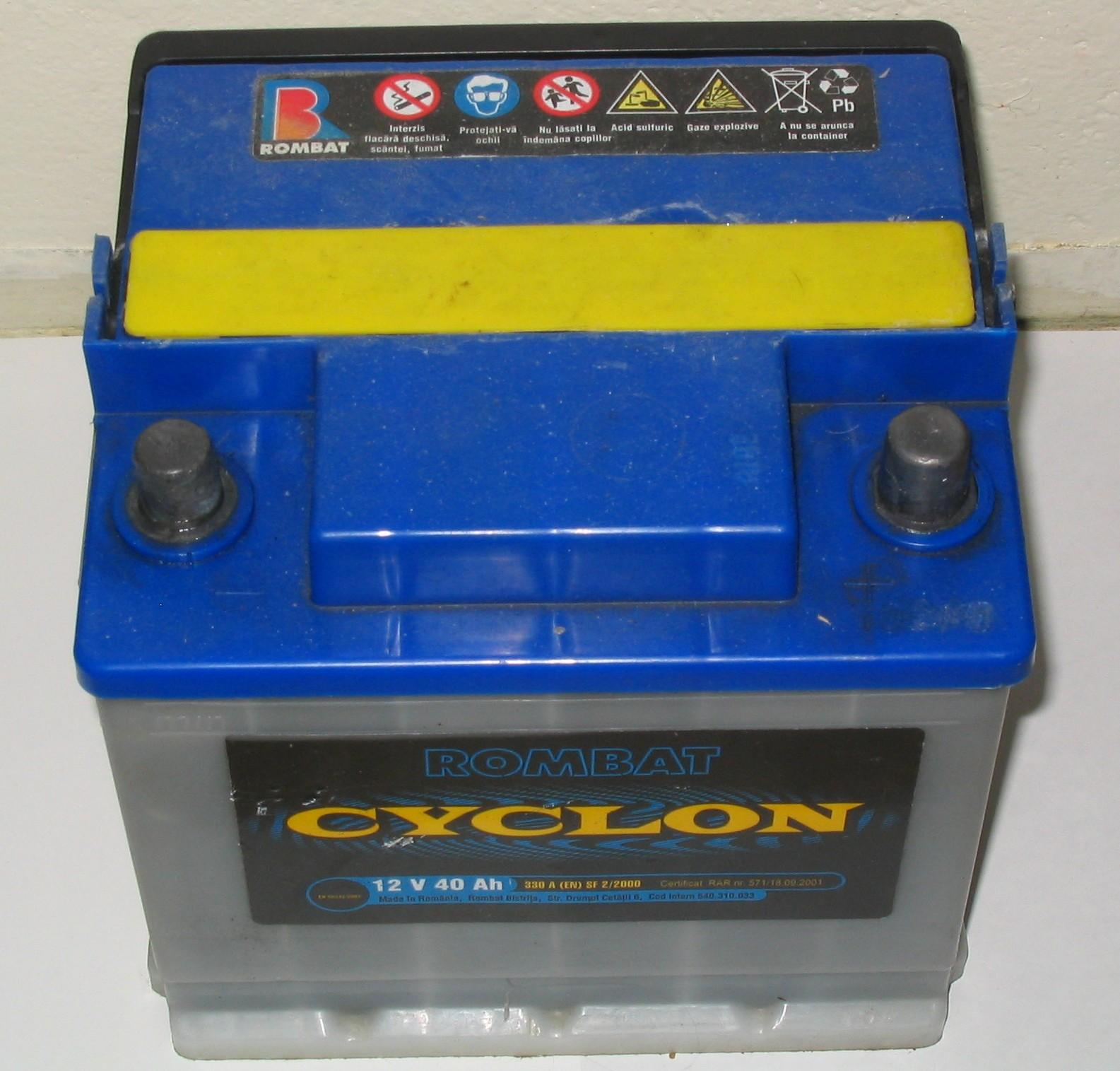
Автомобільний свинцево-кислотний акумулятор

Свинцево-кислотний акумулятор або свинцево-кислотна акумуляторна батарея (англ. Lead-acid battery) — електричний акумулятор із категорії вторинних батарей, спосіб роботи якого заснований на електрохімічних реакціях свинцю і діоксиду свинцю в кислому сірчаному середовищі.

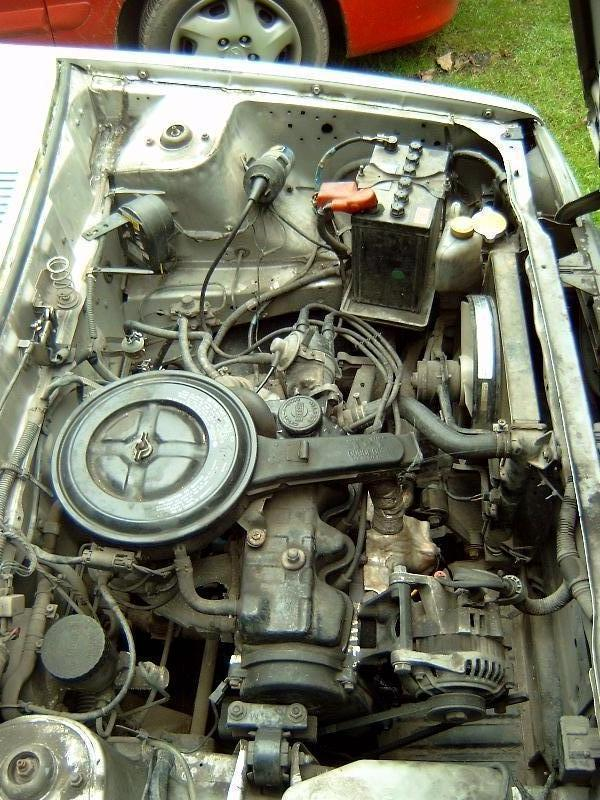
Стартерний свинцево-кислотний автомобільний акумулятор на автомобілі Nissan Micra

Акумулятори отримали широке розповсюдження для живлення електрообладнання транспортних засобів як стартерні автомобільні батареї, для живлення переносної радіо і телефонної апаратури; як тягові батареї (EVB) глибокого заряду-розряду в електричних транспортних засобах; для живлення стаціонарних приладів, ДБЖ (непроникні з регульованим клапаном).
Загалом у пасажирських і комерційних автомобілях використовуються батареї напругою 12 вольт постійного струму, водночас у вантажівках та автобусах, здебільшого — 24 вольти. Ємність акумулятора вимірюється в ампер-годинах (Ah).
Свинцево-кислотний акумулятор є найдавнішим типом акумулятора з коефіцієнтом корисної дії ККД у межах 80 %.

## Історія
Свинцевий акумулятор винайшов у 1859-1860 роках Гастон Планте, співробітник лабораторії Олександра Беккереля. 1878 року Камілл Фор удосконалив його конструкцію, покривши пластини акумулятора свинцевим суриком.

## Характеристики
Акумулятори відзначаються такими показниками:
- електрорушійна сила зарядженого акумулятора 2,1–2,3 В;
- електрорушійна сила розрядженого акумулятора 1,7–1,8 В;
- ККД до 80 %;
- термін служби (кількість циклів заряд-розряд) 300–800;
- саморозряд на добу 1–2 %

Хоча свинцево-кислотний акумулятор може мати найвищу ємність за температур понад +30 °С, але тривале його використання в таких умовах, скорочує працездатність акумулятора.

## Улаштування

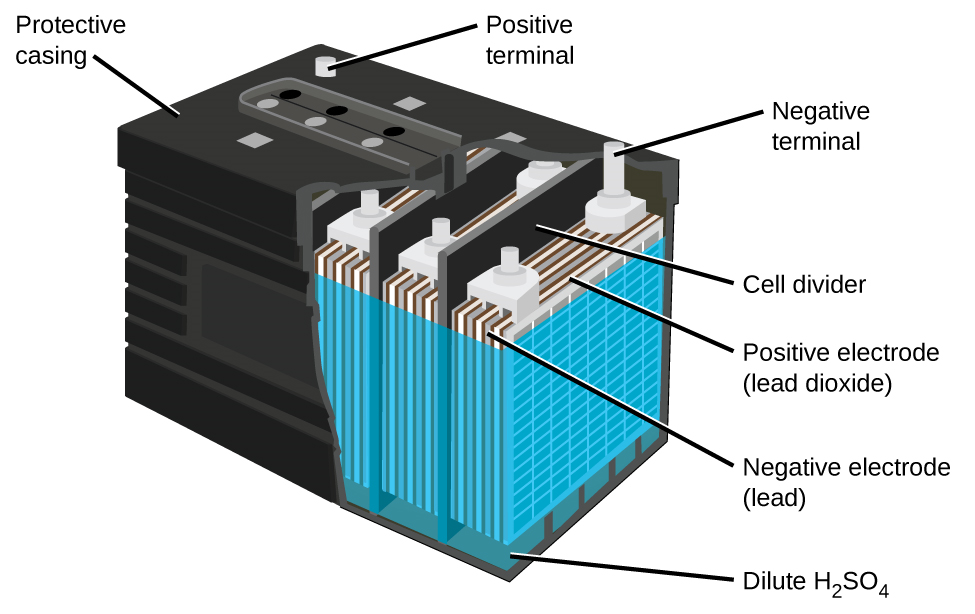
Улаштування свинцево-кислотної батареї у розрізі. Кожна комірка містить збірку свинцевих пластин (від'ємний електрод у режимі розряду) з пластинами з оксиду свинцю (додатний електрод у режимі розряду)

Залежно від потрібної напруги і загальної ємності акумулятори збирають з кількох елементів. Тож у більшості випадків, акумулятор виконується у вигляді послідовного (або паралельного) з'єднання кількох «елементів» — кожен з яких забезпечує напругу у 2 В і складається з кількох груп свинцевих пластин вкритих оксидом свинцю і кислотою. Свинцева решітка покрита окисом свинцю називається пластиною. Кожен свинцевий елемент, який є групою пластин, має по дві клеми на позитивному боці елемента, і на негативному. Пластини елемента акумулятора виготовляють зі свинцю і його двоокису, а завдання електроліту виконує сульфатна кислота. Пластини з металевого свинцю мають негативний заряд, а пластини, покриті двоокисом (перекисом) свинцю — позитивний заряд. Пластини чергують таким способом, щоби між пластинами зі свинцю розташовувалися пластини з покриттям із двоокису свинцю. Щоби запобігти короткому замиканню між позитивними і негативними пластинами через фізичний дотик, їх розмежовують або/або: сепараторами у вигляді листів чи загортають у матеріал з волокнами скловолокна, а потім у пластикову оболонку. Пластини поміщають в короб (зазвичай з пластика) і заливають водним розчином кислоти.
У разі свинцево-кислотних акумуляторів однакової ємності та розміру, але з різною вагою, важчий акумулятор зазвичай, прослужить довше, оскільки свинцеві рами у нього міцніші.
Акумулятори мають спускний регульований клапан крізь який у небезпечних становищах скидається надлишок газу від хімічної реакції (так званий «герметизований/непроникний акумулятор»).
У гель-свинцевих акумуляторах застосовують гелеподібний електроліт.

## Спосіб дії
Впродовж розряду акумулятора під дією реакції відбувається вихід води, а на пластинах обох типів утворюється сірчанокислий свинець. Через розбавлення дистильованою водою розчину сірчаної кислоти знижується її концентрація і різниця потенціалів між виводами. Оскільки сірчанокислий свинець має низьку питому провідність — зростає внутрішній опір акумулятора.
Електрохімічні реакції (зліва направо — під час розряджання, справа наліво — у разі заряджання):
- Реакції на катоді (-):

{\displaystyle PbO_{2}+SO_{4}^{2-}+4H^{+}+2e^{-}\longrightarrow PbSO_{4}+2H_{2}O}
- Реакції на аноді (+):

{\displaystyle Pb+SO_{4}^{2-}-2e^{-}\longrightarrow PbSO_{4}}

## Заряджання акумулятора

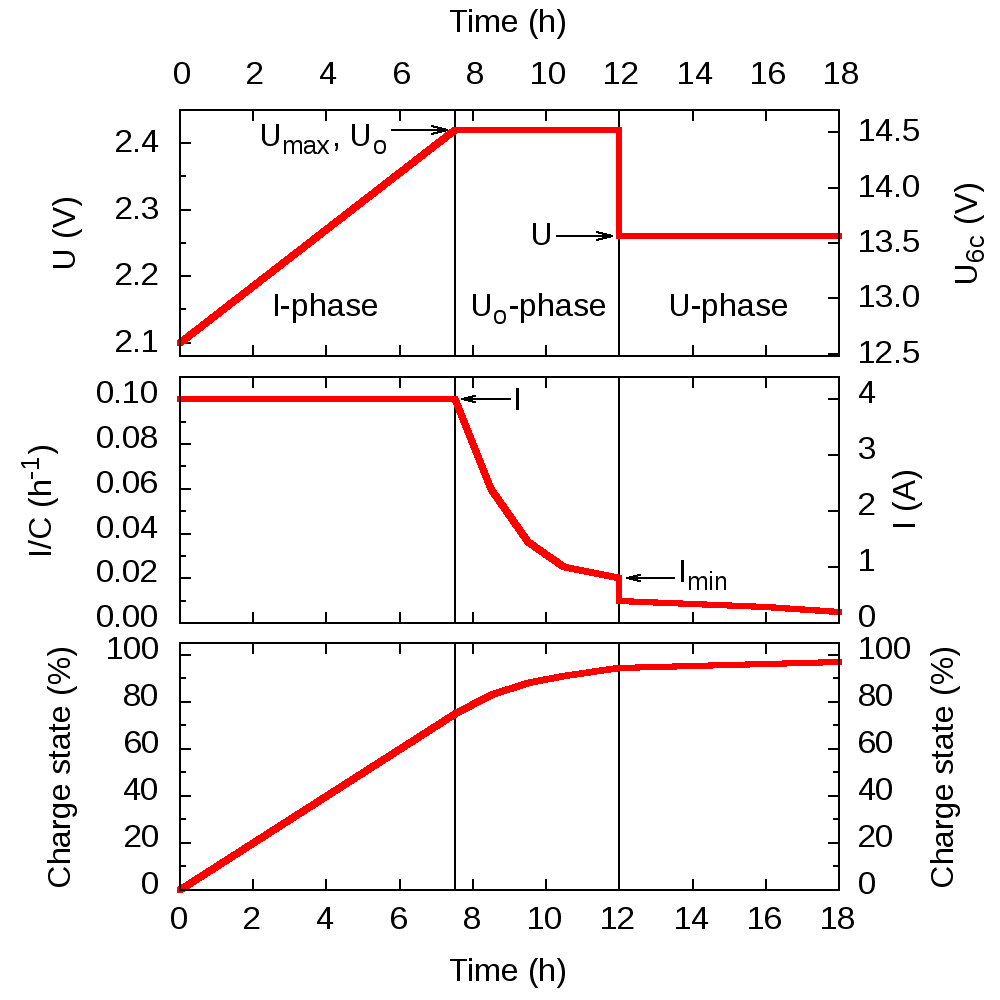
Особливості заряджання свинцево-кислотного акумулятора. Час заряджання позначено на горизонтальній осі. По вертикальних осях: напруга (один елемент та батарея 12 В), струм (у частках від ємності та в амперах; тут для батареї 40 А·год), ступінь заряду (у відсотках).

Для заряджання свинцево-кислотного акумулятора його пластини відповідно до полярності (кольору затискачів) приєднують до зарядного пристрою — виникає зворотна хімічна реакція.
Внаслідок цього з електроліту поглинається вода, збільшуючи концентрацію кислоти, тож на пластині з негативним (-) потенціалом (катод) виділяється металевий свинець, а на пластині з позитивним (+) потенціалом (анод) — його двоокис.
Для заряджання треба використовувати відповідний контролер заряду (зарядний пристрій), щоб уникнути шкідливого перезаряджання та обмежити газоутворення, особливо у разі закритих свинцево-кислотних акумуляторів (непроникні батареї з регульованим клапаном). У відкритих свинцево-кислотних батареях з рідким електролітом перезаряд менш загрозливий, оскільки втрати, спричинені дегазацією, можуть бути врівноважені дистильованою водою, а дегазація сприяє перемішуванню кислоти і запобігає небажаному її розшаруванню. Розумні зарядні пристрої, придатні для свинцево-кислотних акумуляторів, спочатку забезпечують якнайбільший зарядний струм (зазвичай 20% від показника ємності акумулятора), поки напруга кожного елемента не досягне притаманного їм значення від 2,3 до 2,35 В (зазвичай це триває 5-7 годин), після чого вони просто підтримують постійну напругу 13,8 вольт (повне заряджання батареї може зайняти добу).
Свинцево-кислотні акумулятори не варто надмірно розряджати (коли напруга одного елемента стає нижче 1,7 В), оскільки це може призвести до непридатності батареї. Через це, з економічних причин батареї не слід розряджати нижче 80 % їхньої ємності, що відповідає щільності електроліту близько 1,16 г/см³. Коли показник нижче цього значення, акумулятор вважається глибоко розрядженим, і його треба негайно зарядити. Захист від глибокого розряду може запобігти глибокому розряджанню, а контролер заряду захищає від перезаряджання.

### Деякі показники
- правильна напруга заряджання залежить від навколишньої температури: 13,8–14,5 В (чим холодніше — вища напруга)
- після повного заряджання (і від'єднання АКБ), його напруга швидко знижується до 13,2 В, потім повільно до 12,6–12,7 В
- напругу акумулятора слід виміряти через 12 годин після заряджання, щоби забезпечити точність вимірювання
- водень виділяється, коли напруга перевищує 14,4 В
- у разі глибокого розряду АКБ, її бажано зарядити слабким постійним струмом до напруги 16,5 В
- типовий зарядний струм чисельно становить від 1/10 ємності акумулятора
- швидкість саморозряду — близько 3–20% на місяць

## Призначення
Стартерні автомобільні акумулятори використовуються для швидкого подавання великого струму для того щоби запустити двигун і заради живлення іншого електрообладнання, а акумулятор глибокого заряду-розряду забезпечує постійне постачання струму протягом тривалого періоду часу. Стартерні автомобільні акумулятори розроблено для запуску автомобільних двигунів і не призначені для глибокого розряду. Вони мають велику кількість тонких пластин задля якнайбільшої площі поверхні, отже, найвищого вихідного струму, тож через це можуть бути легко пошкоджені у разі глибокого розряду. Акумулятори глибокого заряду-розряду використовуються у різноманітних засобах пересування: поїздах, човнах, автонавантажувачах, гольф-карах, електричних транспортних засобах і навмисно розроблені для глибокого розряду-заряду, отже вони набагато менш сприйнятливі до деградації. Напруга в акумуляторах глибокого заряду-розряду від 2 до 48 вольт.
Для порівняння, наповнений гелем непроникний свинцево-кислотний акумулятор VRLA, має найкращий з усіх внутрішній опір, що робить його менш придатним для миттєвої пускової розрядки, але це не є чимось незвичайним для застосування в ДБЖ. Натомість така його властивість дає переваги у вигляді набагато ширших меж робочих температур (від -40 °C до +55 °C) та тривалішого терміну служби.

## Сульфатація і десульфатація

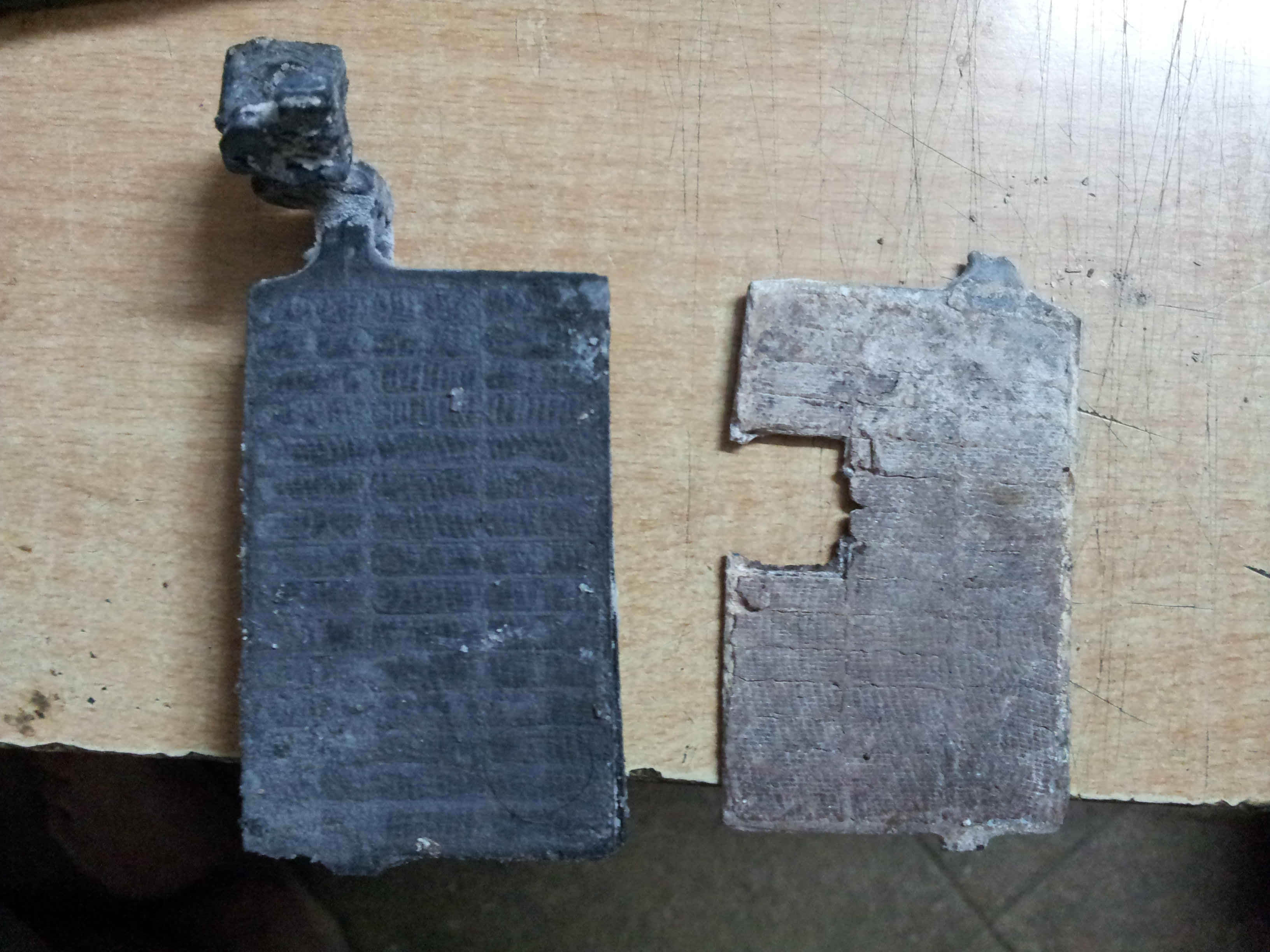
Сульфатація пластини 12V 5aH батареї (праворуч)

Глибокий розряд або постійні часткові розряджання свинцево-кислотних акумуляторів неприпустимі, через те що тоді виникає сульфатація пластин, на їх поверхні виникають білі кристали сірчанокислого свинцю, які не розчинні в електроліті сірчаної кислоти, сульфатні відкладення зрештою розширюються, розтріскуючи пластини та руйнуючи батарею.
Сульфатація також виникає за недостатнього рівня розчину кислоти, коли пластини лише частково заповнені електролітом.
Глибока сульфатація призводить до підвищеного виділення газу в акумуляторі, через що він може, за відсутності захисного пристрою, вибухнути (найчастіше просто репнути).
Слід зазначити, що неглибока сульфатація завжди супроводжує використання (роботу) працездатного акумулятора, водночас глибока сульфатація, може призвести до повного виходу пристрою з ладу.

## Переваги та вади
До переваг свинцево-кислотних акумуляторів належать: довговічність (за правильного застосування — до 10 років), невелика вартість, надійність, низький внутрішній опір і відсутність властивості «пам'яті».

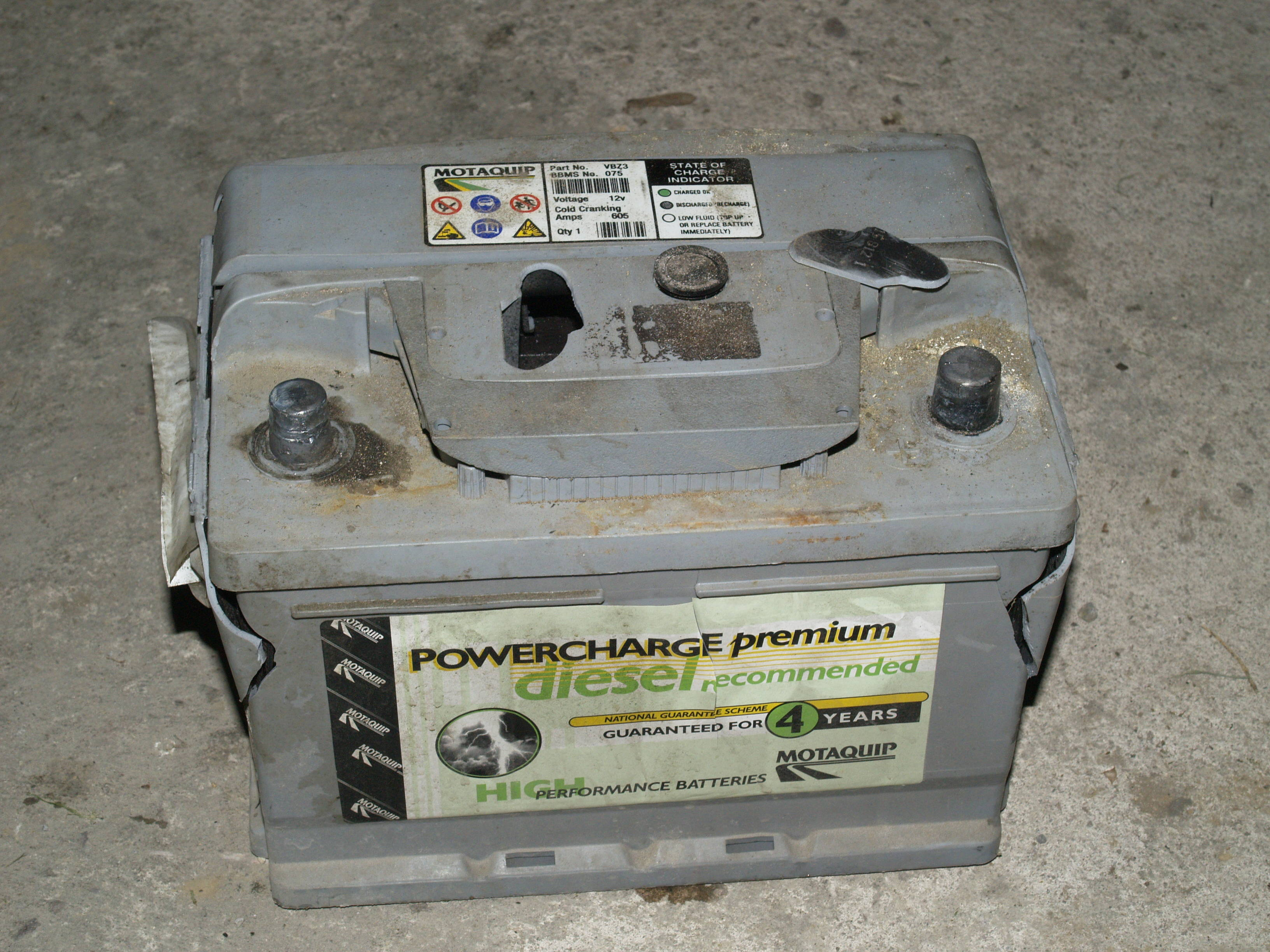
Автомобільний акумулятор після вибуху

До вад: велика маса; використання отруйних речовин;
неможливість розряджання акумулятора за температури нижче -40 °С і заряджання у разі 0 °С; неможливість зберігання пристрою в розрядженому стані; в окремих випадках — виділення газів у разі неправильної експлуатації; значний саморозряд, що досягає 1 % протягом 24 годин.
Акумуляторні свинцево-кислотні батареї із ємністю в 1 А·год/батарея, забезпечують силу струму набагато меншу, ніж у лужних. Свинцево-кислотні акумулятори мають вищу робочу напругу порівняно з лужними акумуляторами. Але вони мають нижчі питомі енергетичні показники та значно менший строк служби при циклічності до вичерпання запасеної ємності. Ці батареї частіше використовуються для роботи в буферному режимі, за якого вони зберігають працездатність до 10–12 років.
Великий досвід їх застосування в системах безперебійного живлення, телекомунікації, охоронних і сигнальних, а також постійне вдосконалення самих джерел струму, дозволяють розраховувати на сталість сфери їх використання в найближчі роки.

## Вторинна переробка
Див. також: Переробка відходів
Свинцеві акумулятори відзначаються високим ступенем повторної переробки. За допомогою депозитної системи для стартерних батарей, запровадженої 2009 року, наприклад майже 100 відсотків зношених свинцево-кислотних батарей у Німеччині забираються та переробляються. Перероблений свинець можна відновлювати будь-яку кількість разів майже без втрати якості.
Вторинна переробка для цього виду акумуляторів має велике значення, оскільки свинець, що міститься в акумуляторах, є важким отруйним металом і завдає серйозної шкоди у разі потрапляння в довкілля. Свинець та його солі можуть бути перероблені промисловим способом для можливості його повторного використання.
Свинець із зношених акумуляторів, іноді застосовується також заради кустарного переплавлення, наприклад, для виготовлення грузил рибальських снастей, мисливського дробу або гир. Самостійне вилучення свинцю із акумуляторів дуже шкодить як довкіллю так і здоров'ю самих плавильників, оскільки свинець та його сполуки з парою і димом можуть розноситися всією округою.
Переплавка свинцю можлива навіть у консервній бляшанці на вогнищі або газовій плиті.